# She Wore a Yellow Ribbon (película de 1949)
She Wore a Yellow Ribbon (en España, La legión invencible; en Hispanoamérica, Ella usaba una cinta amarilla) es una película estadounidense de 1949 con interpretación de John Wayne y dirigida por John Ford. Ganó el premio Óscar a la  mejor fotografía en color.

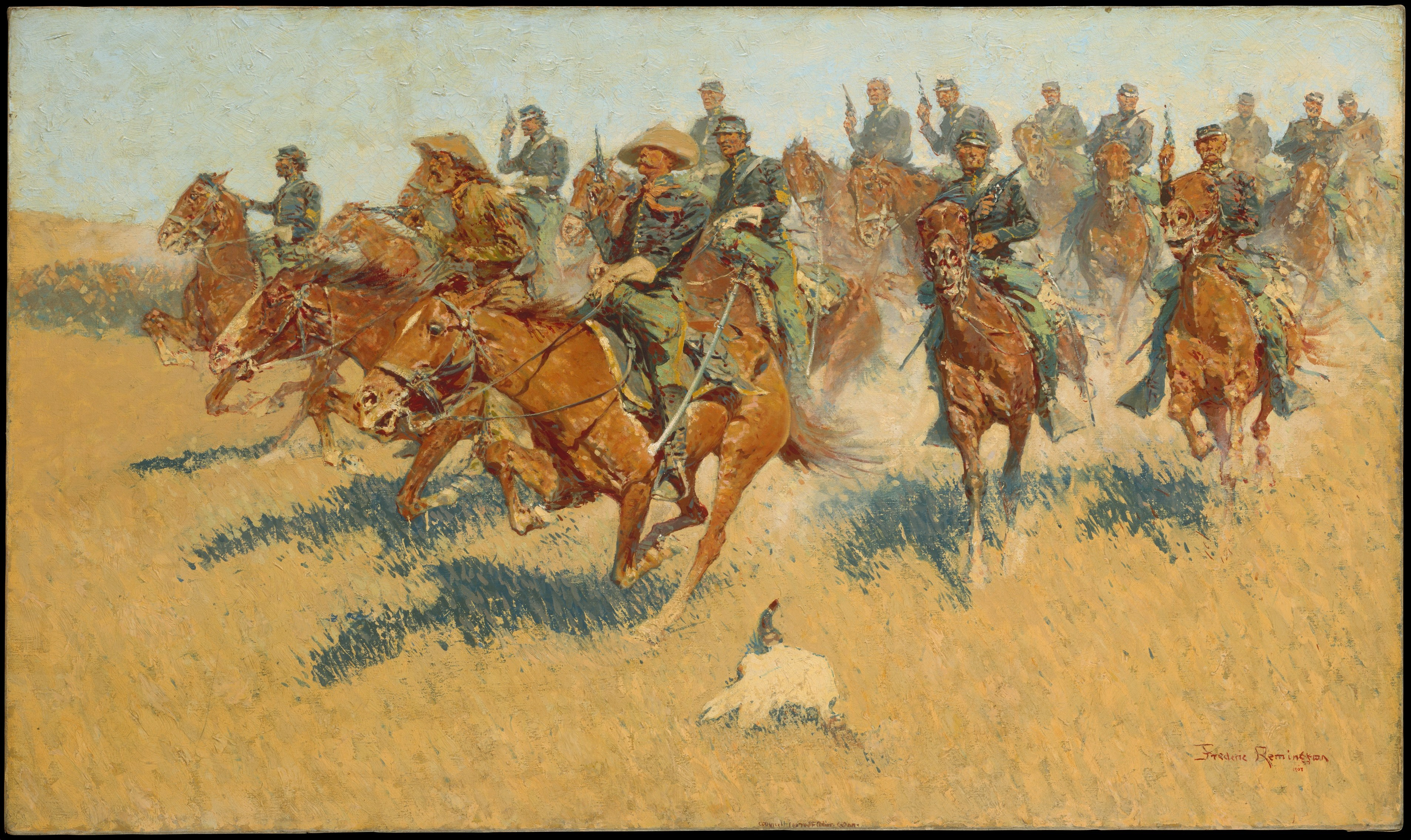
Cavalry Charge on the Southern Plains de Frederic Remington (1907), que inspiró a Ford.

## Argumento
Tras la muerte de George Armstrong Custer en 1876, el 7.º Regimiento de Caballería se encuentra bajo el mando del capitán Nathan Brittles (Wayne), un oficial que pasará a la situación de retiro en el fuerte Starks. Sin embargo, su jubilación es interrumpida al recibir órdenes de su superior, el mayor Mac Allshard (George O'Brien), para expulsar a indios cheyennes que merodeaban en la zona. Al mismo tiempo, y a pesar de sus protestas, recibe la orden de transportar a la esposa de Allshard, Abby (Mildred Natwick), y a su sobrina Olivia Dandridge (Joanne Dru) hacia Sudross Wells para que tomen una diligencia con destino al este del país. Al final, la misión se ve frustrada por los ataques de los indios.
De regreso al fuerte Starks, Brittles debe volver a por una patrulla dejada al mando del teniente Flint Cohill (John Agar) en Paradise River. A su llegada, el capitán trata de llegar a un acuerdo de paz con los indios y logra entablar, sin éxito, conversaciones con Pony-That-Walks (Jefe John Big Tree). Ante tal fracaso decide atacar a los indios, quienes al final son obligados a regresar a sus reservas. Tras su regreso al fuerte Starks, Brittles recibe una carta del Departamento de Guerra del país en la que se le comunica que se le asciende a coronel y se le otorga una nueva jefatura.

## Reparto
- John Wayne como Capitán Nathan Brittles
- Joanne Dru como Olivia Dandridge
- John Agar como Teniente Flint Cohill
- Ben Johnson como Sargento Tyree
- Harry Carey Jr. como Teniente Ross Pennell
- Victor McLaglen como Sargento Quincannon
- Mildred Natwick como Mrs. Abby Allshard
- George O'Brien como Mayor Mack Allshard

## Análisis
Realizada después de Fort Apache y antes de Río Grande, esta película es la segunda parte del tríptico dedicado a la caballería estadounidense. Tres películas, tres tributos diferentes: este está particularmente interesado en la cadena de mando en la que el Capitán Brittles está en el centro. La disciplina, el coraje de las tropas, etc., todas estas cualidades están enaltecidas en toda la frontera comandada por figuras patrióticas como Philip Sheridan, William Shermann o Robert Lee.
Mientras que los indios ya se mencionan en Fort Apache por la presencia de Cochise que lucha por causas justas, la coalición de indios en pie de guerra se muestra aquí de manera más brutal: los ataques de la diligencia y los agricultores en el vecindario, las torturas al corrupto encargado de los asuntos indios... Pero es la astucia de la Caballería la que tendrá éxito donde la palabrería del sabio Pony The Walks y Brittles han fallado.
El Valle de los Monumentos, el escenario favorito de Ford, es omnipresente. Cada una de las escenas filmadas enmarca estos grandes espacios desérticos, casi de otro mundo, donde los picos rocosos son los únicos puntos de referencia. Entre un clima fresco en estas extensiones casi vacías y los picos de calor que provocan lluvias torrenciales y tormentas, las condiciones climáticas extremas son parte del topos de un Occidente mítico conquistado por pioneros orgullosos y valientes. Siempre ataviados con sus uniformes, la bufanda amarilla que usan los soldados no forma parte del atuendo obligatorio.
La famosa "cinta amarilla" del título original, recordada por el color amarillo de las bufandas, se refiere a este hábito común en muchos países de usar este tipo de cinta para recordarle que estamos esperando el regreso de un amor cercano. Popularizada en los Estados Unidos, esta costumbre llevó a la creación de muchas canciones y poemas al respecto.

## Enlaces externos

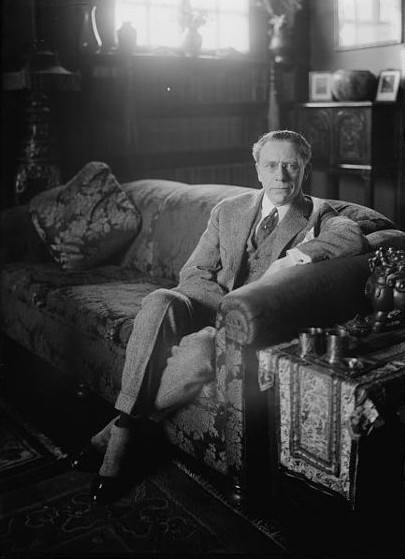
Richard Hageman.

## Críticas
La segunda de la 'trilogía de la caballería'  de John Ford y John Wayne —después de Fort Apache (1948) y antes de Río Grande (1950)— le ofrece a Wayne la oportunidad de demostrar su talento como actor, y no decepciona.
Brendon Hanley (Allmovie).

El trabajo de John Wayne demuestra sin ninguna duda que es un gran actor.
Paul Brenner (filmcritic.com).

A pesar de sus evidentes defectos, La legión invencible se sobrepone y concluye rebosante del western tradicional.
Paul Brenner (filmcritic.com).

"La legión invencible" es un western melodramático realizado en el mejor estilo de John Ford.
Variety.